# Autostrada A55 (Włochy)
Autostrada A55 (wł. Tangenziale di Torino) – północna i południowa obwodnica Turynu. Numer A55 posiada także otwarte w 1992 roku odgałęzienie do Pinerolo. Obwodnica tworzy naturalny ciąg (przedłużenie) autostrad A5 i A21. Przejazd obwodnicą jest płatny.

## Odgałęzienie
W 1992 roku oddano do użytku 25 kilometrową autostradę z Turynu do Pinerolo (wł. Autostrada del Pinerolese). Jednocześnie zrealizowano inwestycję, której idea narodziła się jeszcze w latach 60. XX wieku. Arteria pozwoliła znacząco skrócić drogę ze stolicy Piemontu do Doliny Chisone, w której ulokowane są popularne kurorty narciarskie np. Pragelato. W związku z Zimową Olimpiadą w 2006 roku trasa została wyremontowana, gdyż prowadzi do obiektów olimpijskich m.in. w Pinerolo. Operatorem tej trasy jest spółka ATIVA.